# 中村紗弓
中村 紗弓（なかむら さゆみ、12月19日 - ）は、日本の漫画家。奈良県出身。「少女コミック」「ChuChu」（いずれも小学館）で執筆している。愛称は、さゆみん。
1998年、「少女コミック」11月増刊号『羽根のはえた日』でデビュー。デビュー後、8年間コミックスを出していなかったが、『時なずみ、二人なずむ。』で初のコミックスを出した。

## 作品リスト

### 連載
- キミとナイショの×××（2002年少女コミック12号 - 14号）
- 時なずみ、二人なずむ。（ChuChu2006年2月号 - 5月号）
- 世界一みじかいうたを君に（ChuChu2006年8月号 - 12月号）
- PM5:00〜恋墜ちる時〜（ChuChu2007年2月号 - 6月号）
- 星栞（ChuChu2007年9月号 - 2008年1月号）

### 読みきり
- 羽根のはえた日（1998年少女コミック11月増刊）
- 消せないほどの（1999年少女コミック2月増刊）
- 大キライな君へ（1999年少女コミック4月増刊）
- 紙ヒコーキと恋心（1999年少女コミック8号）
- 彼のトナリ（1999年少女コミック8月増刊）
- 恋のDoor（1999年少女コミック10月増刊）
- 花と少年（1999年少女コミック12月増刊）
- キャンドルの贈り物（1999年少コミフレッシュ増刊）
- RED（2000年少女コミック2月増刊）
- ±0℃（2000年少女コミック6月増刊）
- 今日もだいすき!（2000年少女コミック8月増刊）
- 深愛（2000年少女コミック12月増刊）
- あたしのパ・ワ・ア（2001年少女コミック4月増刊）
- ロケット・ハート（2001年少女コミック11号）
- AM7:20の王子様（2001年少女コミック21号）
- トナカイの恋（2001年少女コミック24号）
- あまい瞬間（2002年少女コミック2月増刊）
- アイツはワンダーランド（2002年少女コミック6号）
- 恋するドルチェ（2002年少女コミック21号）
- 恋愛ジャンキー（2003年少女コミック4月増刊）
- ミンプリ 〜ミントの王子様〜（2003年少女コミック11号）
- 彼はケモノ様（2003年ちゃお増刊ChuChu夏号）
- 初恋クレイジー（2004年ちゃお増刊ChuChu春号）
- スイート・ホリック（2004年少女コミック8月増刊）
- 恋の麻薬（2004年ちゃお増刊ChuChu夏号）
- 熱・帯・夜（2004年少女コミック12月増刊）
- 彼の瞳 彼のハート（2005年少女コミック2月増刊）
- ストロボ メモリーズ（2005年ちゃお増刊ChuChu春号）
- あたしの夏。（2005年ちゃお増刊ChuChu初夏号）
- センチなフタリ。（2005年ちゃお増刊ChuChu夏号）
- トゲトゲハートに恋りぼん（2005年ちゃお増刊ChuChu秋号）
- My little love（2006年ChuChu6月号）
- ココロ魔法じかけ（2006年ちゃおDX夏号）
- モノクロガール（2006年ChuChu10月号別冊）
- 雪待月（2008年ChuChu11月号別冊）